# Tomorrow Comes Today (cançó)
"Tomorrow Comes Today" fou el quart i darrer senzill de l'àlbum de debut de la banda virtual britànica Gorillaz, tot i que originalment era la primera cançó de l'EP homònim. Fou llançat el 25 de febrer de 2002 i va arribar a la 33a posició de la llista britànica de senzills (UK Singles Chart).

## Llista de cançons
CD
1. "Tomorrow Comes Today"
2. "Film Music"
3. "Tomorrow Dub"
4. "Tomorrow Comes Today" (enhanced video)

DVD
1. "Tomorrow Comes Today" (video)
2. "Film Music"
3. "Tomorrow Dub"
4. "Jump the Gut" (part 1)
5. "Jump the Gut" (part 2)

12"
1. "Tomorrow Comes Today"
2. "Tomorrow Dub"
3. "Film Music" (mode remix)